# Eupithecia ussuriensis
Eupithecia ussuriensis là một loài bướm đêm trong họ Geometridae.